# Platåstövlar

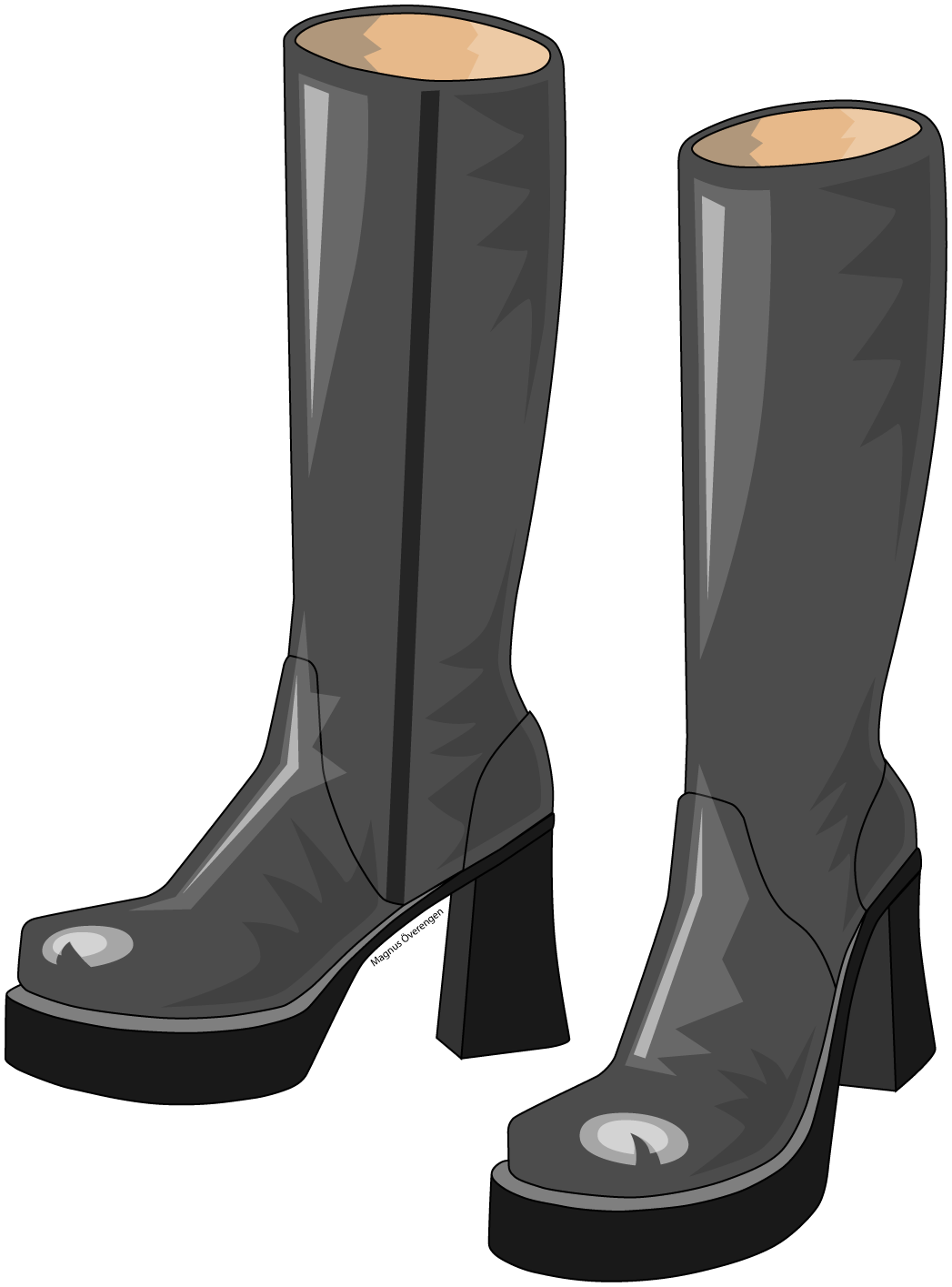
Platåstövlar.

Platåstövlar, är stövlar med platåsula; jämför platåskor. Dessa var särskilt populära under 1970-talet och bars då både av män och kvinnor. Platåstövlar förekommer dock fortfarande, bland annat hos gothare.